# Listă de companii și institute de proiectări din România
Aceasta este o listă de companii și institute de proiectări din România:
- Consilier Construct
- Consis Proiect
- Consitrans
- Institutul de Cercetare și Proiectare pentru Construcții Navale — Icepronav
- Institutul de Cercetări și Proiectări Electrotehnice - ICPE
- Institutul de Studii și Proiectări Căi Ferate — ISPCF
- IPIP SA
- Iprochim
- Institutul pentru Proiectări de Secții și Uzine de Laminare — IPROLAM
- Institutul de Proiectare și Inginerie pentru Industria Metalurgică — IPROMET
- Institutul de inginerie, consultanță și proiectare pentru metalurgia neferoasă — Ipronef
- IPTANA
- Master București
- Petrodesign
- Romair Consulting
- Search Corporation
- Institutul de Studii și Proiectări Hidroenergetice — ISPH
- Institutul de Studii și Proiectări Energetice — ISPE
- Institutul de Proiectare, Cercetare și Tehnică de Calcul în Construcții — IPCT Arhivat în 25 iulie 2012, la Wayback Machine.
- IPROMIN, proiectarea de obiective miniere — www.ipromin.ro Arhivat în 5 martie 2011, la Wayback Machine.
- Institutul de Cercetări și Proiectări Miniere Petroșani — ICPM Arhivat în 29 ianuarie 2004, la Wayback Machine.
- Institutul de Cercetări și Proiectări Miniere Baia Mare
- Cepromin Deva — www.cepromin.ro

- PROMPT Timișoara — www.prompt-sa.ro
- Aquaproiect București — www.aquaproiect.ro
- INAS - www.inas.ro